# Karl-Gustaf Hjärne
Karl-Gustaf Hjärne, född 19 april 1892 på Forse bruk i Långsele församling, Västernorrlands län, död 17 februari 1987 i Danderyd, var en svensk jurist.
Karl-Gustaf Hjärne föddes i en adlig familj som son till skogsförvaltaren Urban Hjärne och Amalia Nordlander. Efter studentexamen 1910 blev han juris kandidat vid Stockholms högskola 1916. Hjärne utnämndes samma år till extra ordinarie notarie i Svea hovrätt och senare samma år till fänrik i reserven vid Hallands regemente. År 1919 blev han underlöjtnant, men tog avsked från regementet året därpå, återvände till juristbanan, fullgjorde tingstjänstgöring i Nedansiljans domsaga 1917–1920 och utnämndes 1921 till tillförordnad fiskal i Svea hovrätt. I hovrätten blev Hjärne adjungerad ledamot 1923, assessor 1925, fiskal 1929 och hovrättsråd 1931. År 1923 blev han ledamot i Dalautredningen, och blev dess ledare 1932. Hjärne rekryterades 1932 till justitiedepartementet som ledamot för lagärenden, och utsågs till justitiekansler 1933, vilket han förblev till 1937 då han utsågs till regeringsråd. Det senare ämbetet innehade han till 1959. Hjärne är begraven på Danderyds kyrkogård.

## Utmärkelser
- Riddare av Nordstjärneorden, 6 juni 1932
- Kommendör av Vasaorden av 2. klass, 6 juni 1934
- Kommendör av Nordstjärneorden av 1. klass, 6 juni 1936
- Kommendör med stora korset av Nordstjärneorden, 15 november 1943